# Iglesia de San Felipe (Portobelo)
La Iglesia de San Felipe de Portobelo es un templo parroquial católico en Panamá que mediante la Ley 56 de 1928 fue declarada monumento histórico nacional y se destinaron dineros para su reparación de modo que no se alterara su aspecto artístico colonial ni se modificara en manera alguna el estilo de su construcción.  En 1941, mediante Ley 68 se volvió a declarar como monumento histórico nacional y se derogó la Ley 56 de 1928.

## Historia

### Primera iglesia
La primera iglesia se levantó durante el siglo xvii, pero esta fue destruida por el pirata galés Henry Morgan cuando atacó la ciudad de Portobelo. Se construyó una iglesia provisional de madera sirvió de parroquia hasta 1780 en que las funciones parroquiales pasaron al convento de La Merced y a la Iglesia-Hospital de San Juan de Dios. Ocupaba el mismo emplazamiento donde se encuentra la actual, ya que se conservan las sepulturas de Juan Vitrián Beamonte y Navarra, presidente de la Real Audiencia de Panamá, fallecido en 1651, y la de Melchor de Navarra y Rocafull, virrey del Perú, quien murió en 1691, cuando pasaba por Portobelo de regreso a España. 

### Segunda iglesia
La primera iglesia se mantuvo hasta 1796, cuando se comenzó la construcción del nuevo templo. Según documentos históricos: “En 1799 consta que se mandaron proponer fondos, y el año siguiente se ordenó el levantamiento de planos, pero sin dar a la iglesia más extensión que la correspondiente a la cortedad del pueblo”.
En 1814 se construyó la actual iglesia, con planos de Diego Caicedo, aunque no contaba con la torre del campanario, que fue construida en 1945. Su inauguración fue realizada aún sin estar terminada, e históricamente fue la última obra construida en Portobelo durante la época colonial.
La Iglesia de San Felipe de Portobelo mediante Ley 56 de 1928 fue declarada monumento histórico nacional y se destinaron dineros para su reparación de modo que no se alterara su aspecto artístico colonial ni se modificara de ninguna manera el estilo de su construcción. En 1941, mediante Ley 61 se volvió a declarar como monumento histórico nacional y se derogó la Ley 56 de 1928.

## Galería

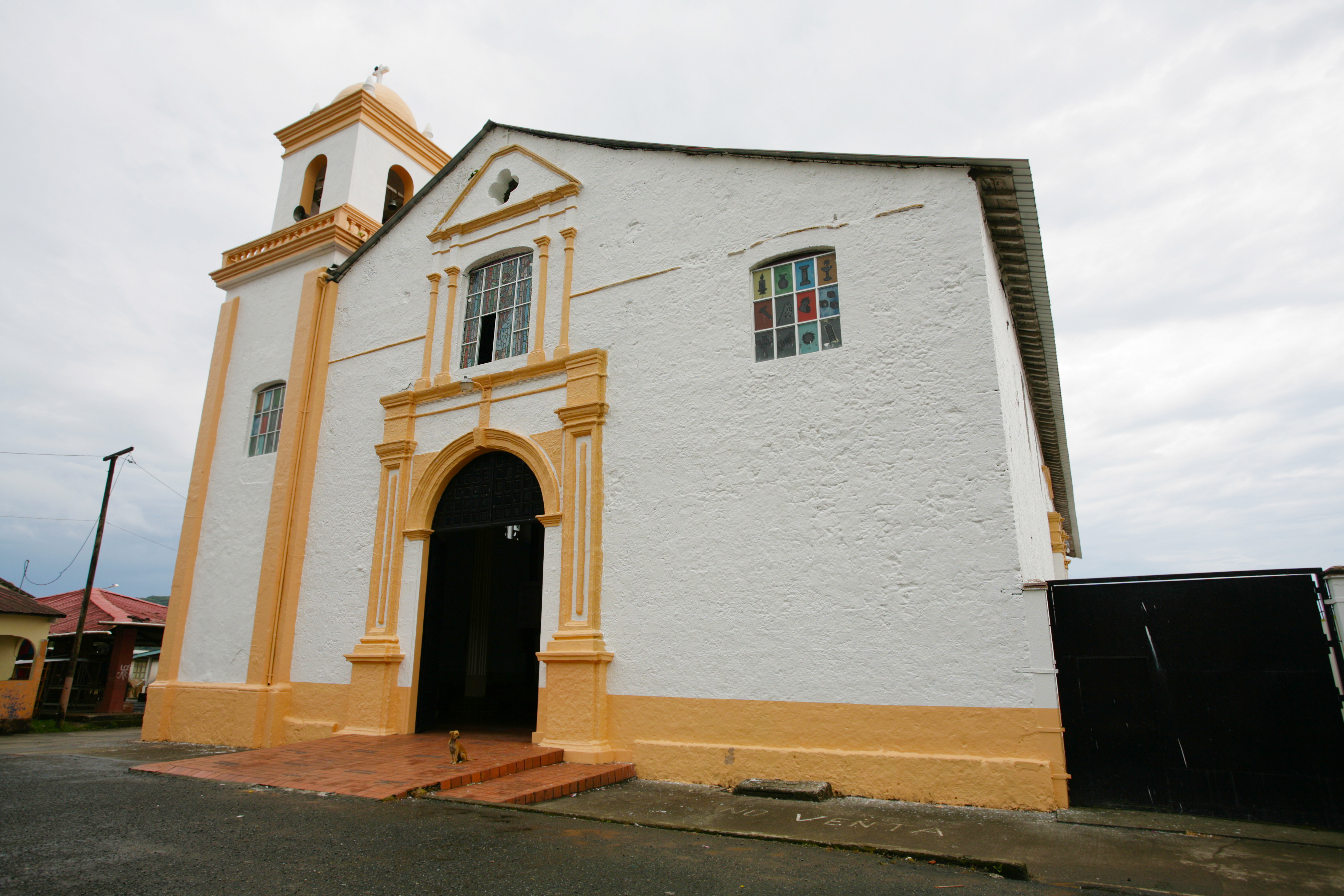
Antigua fachada.
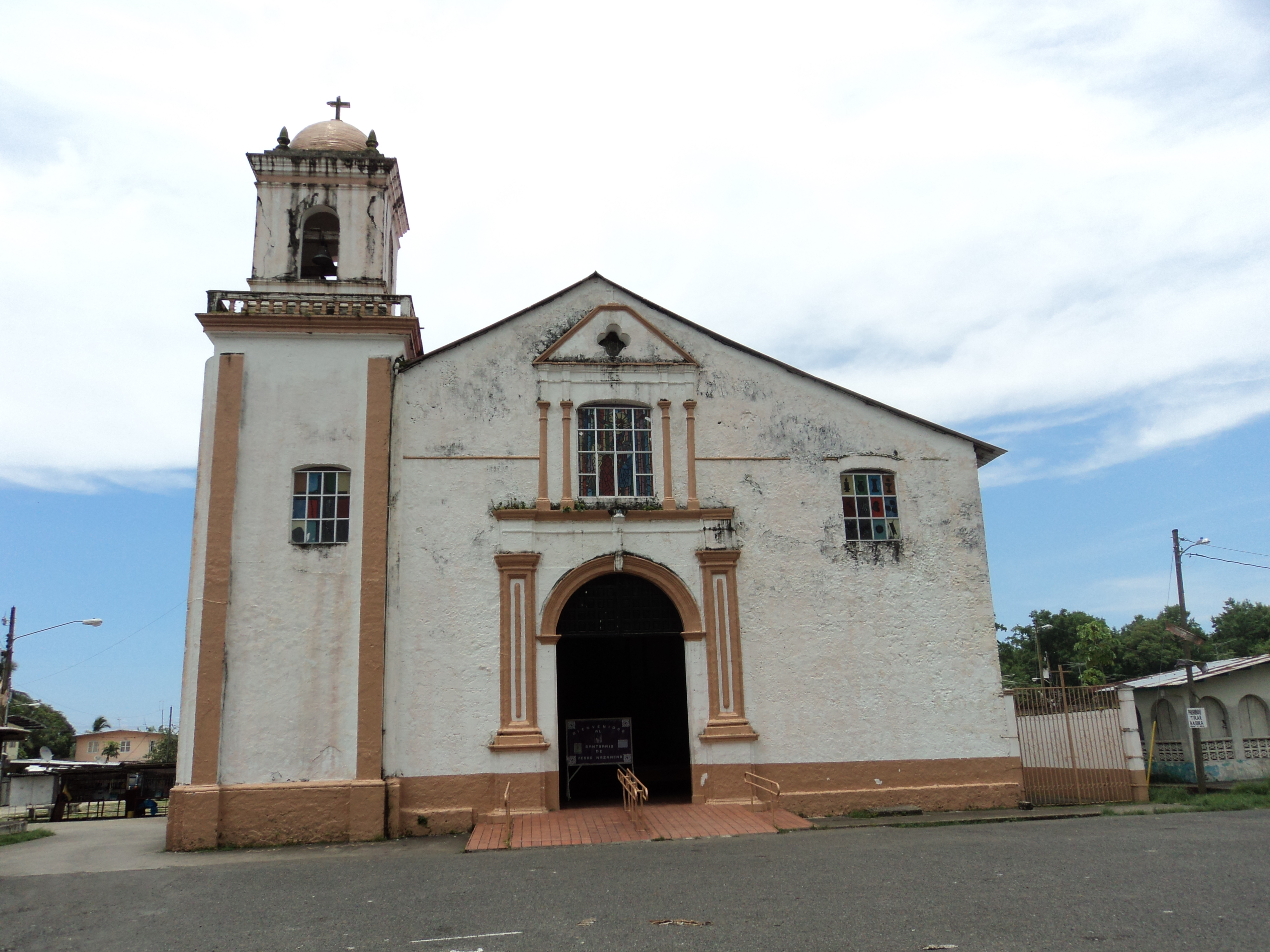
Fachada antes de su restauración actual.
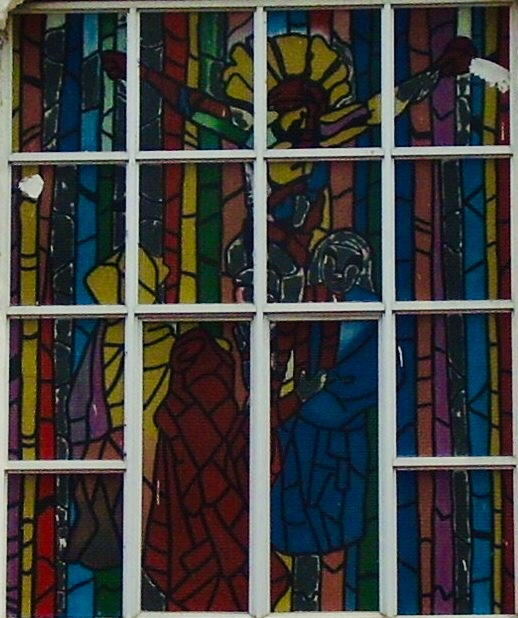
Vitral ubicado en la fachada del edificio.
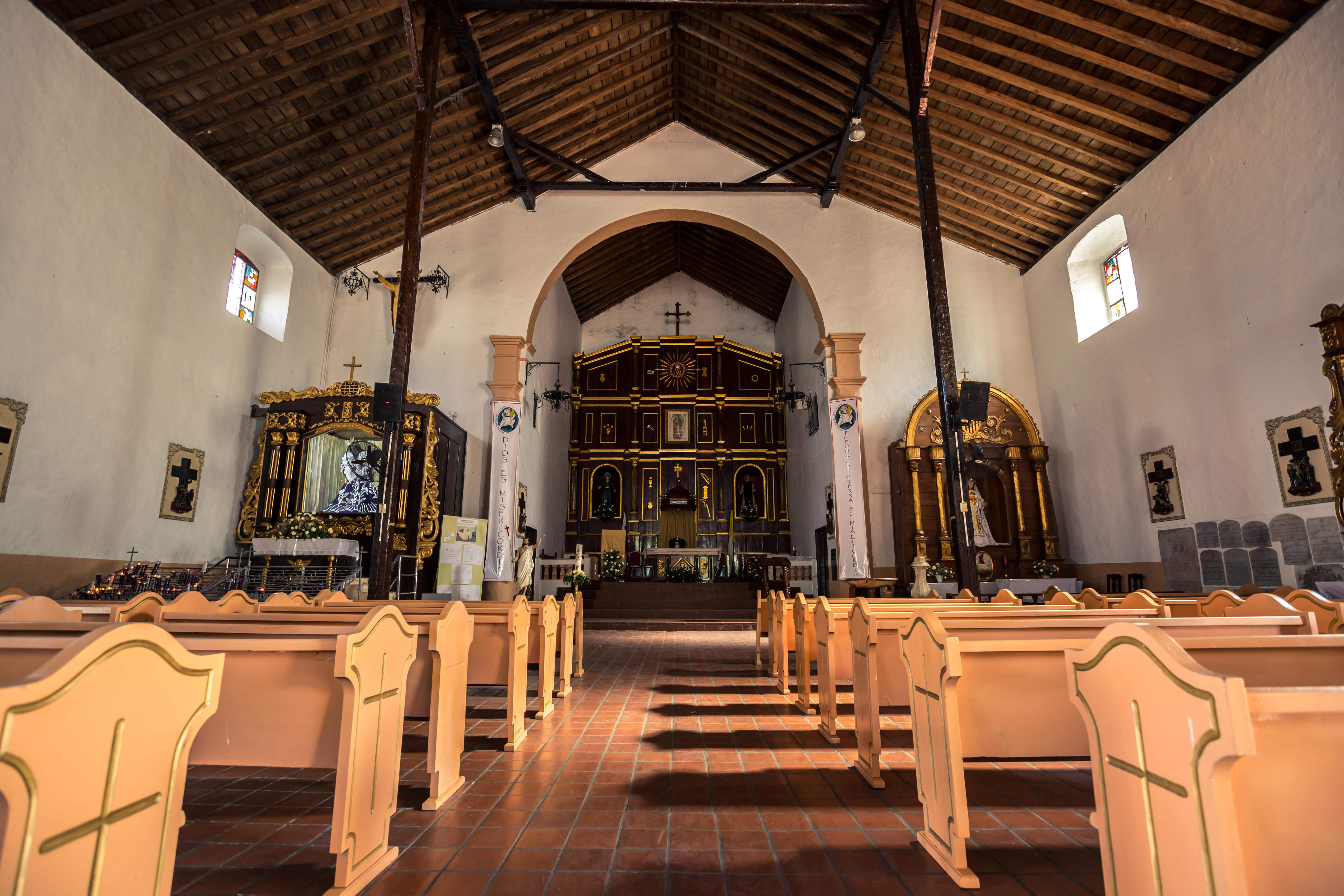
Interior del templo.
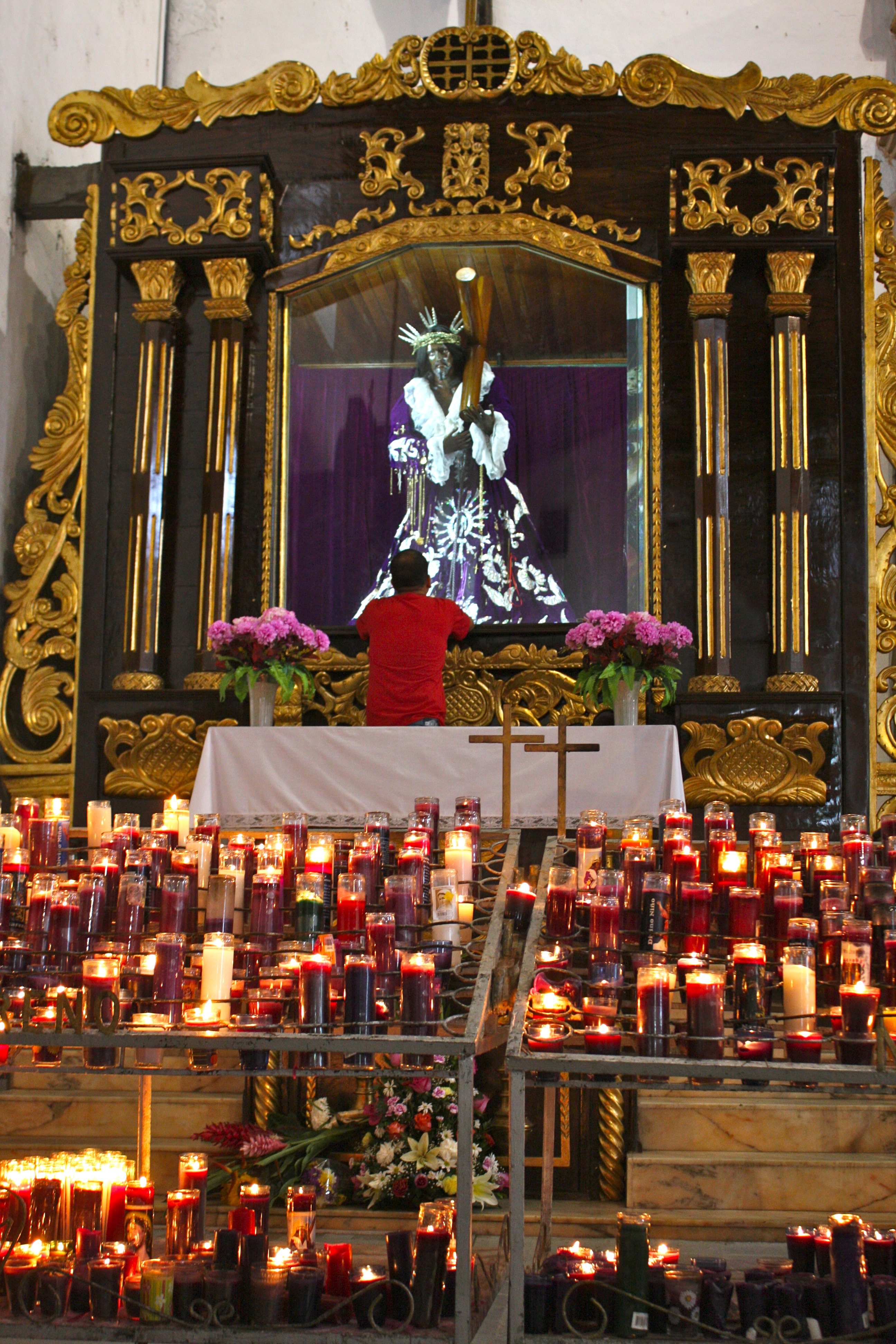
Altar dedicado al Cristo Negro de Portobelo.
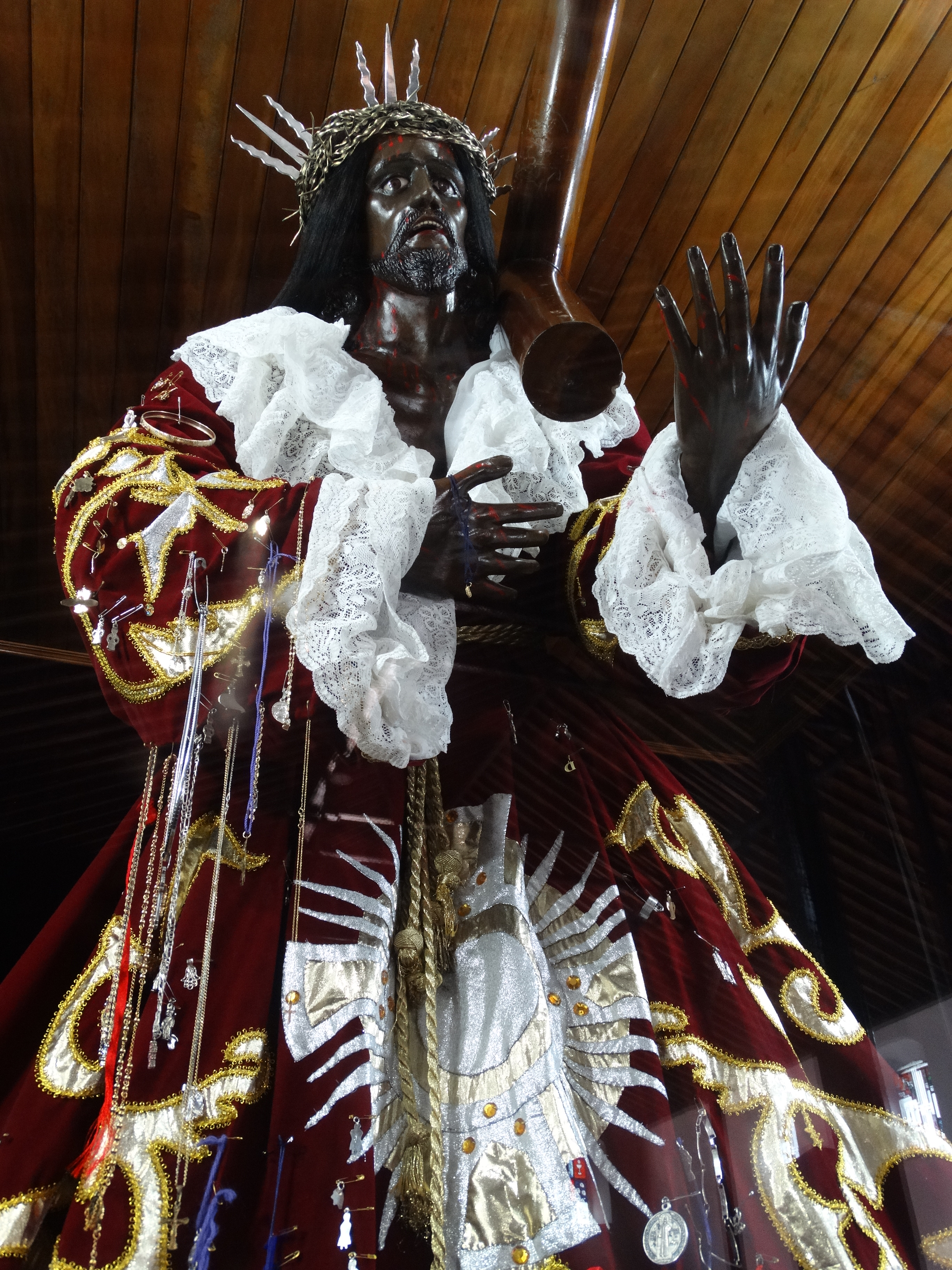
Cristo Negro de Portobelo.